# Laevicephalus aurarius
Laevicephalus aurarius är en insektsart som beskrevs av Knull 1951. Laevicephalus aurarius ingår i släktet Laevicephalus och familjen dvärgstritar. Inga underarter finns listade i Catalogue of Life.